# Jan de Beer (peintre)
Pour les articles homonymes, voir Jan de Beer et de Beer.

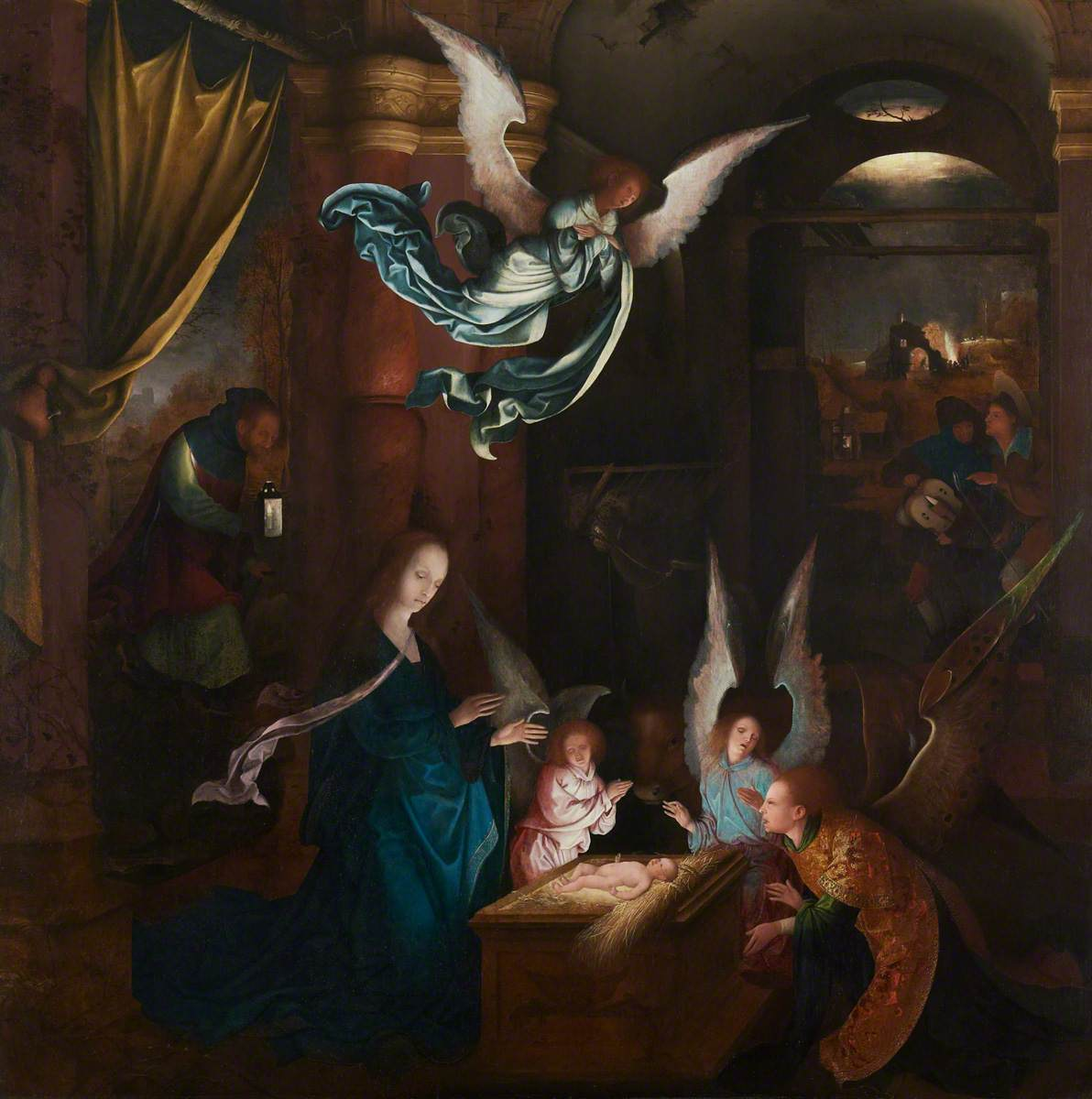
Nativité, 1515-1525

Jan de Beer est un peintre flamand actif à Anvers entre 1495 et 1528, et un des membres les plus importants des maniéristes anversois, un groupe de peintres travaillant à Anvers au début du XVIe siècle.
Il est probablement né vers 1475 et mort en 1528. Élève de Gillis van Everen en 1490, il devient franc-maître en 1504 avant d'être nommé doyen de la guilde des peintres d'Anvers en 1515. Il eut plusieurs élèves dont son fils, Aert de Beer.

## Œuvres
Deux œuvres seulement sont signées (un dessin et une crucifixion). Au total une vingtaine d'œuvres lui sont attribuées.
- Héraclius décapitant Chosroès[3], huile sur panneau, 24 × 42,5 cm, Paris, musée du Louvre, don de la Société des Amis du Louvre[4].
- Vienne, Kunsthistorisches Museum.
- Adoration des Mages, château d'Écouen.
- Triptyque de L’Adoration des Mages et deux donateurs avec leurs saints patrons, musée d'art et d'histoire de Narbonne.
- Triptyque de l'Adoration des Mages, vers 1516-1518, huile sur bois, 159 x 123 cm (panneau central), 159 x 58 cm (volets), Pinacothèque de Brera, Milan[5].
- Annonciation, v. 1520, huile sur bois, musée Thyssen-Bornemisza, Madrid.

## Exposition
- 2011 à la National Gallery de Londres[6].